# Температура размягчения по Вика
Температура размягчения по Вика (VST - Vicat softening temperature) — температура, при которой стандартный индентор с плоской нижней поверхностью под действием нагрузки проникает в испытуемый образец, нагреваемый с постоянной скоростью, на глубину 1 мм. Пластмассы не располагают четкой точкой расплава, точно обозначающей переход из твердого состояния в жидкое. Поэтому в качестве эквивалентной величины для точки расплава была введена температура размягчения по Вика. Методика определения температуры размягчения по Вика регламентирована в стандартах ГОСТ 15088, ISO 306, DIN 53460, ASTM D1525.

## Методика
Приняты несколько методов определения температуры размягчения по Вика:
| Метод | Нагрузка, Н | Скорость повышения температуры, °С/час; |
| ----- | ----------- | --------------------------------------- |
| A50   | 10          | 50                                      |
| B50   | 50          | 50                                      |
| A120  | 10          | 120                                     |
| B120  | 50          | 120                                     |

При этом способы нагрева образца в жидкой или воздушной средах могут считаться идентичными, так как разность между температурами размягчения по Вика, полученными при разных способах нагрева для одинаковых материалов, составляет менее 1%.

## Типичные значения
| Пластик | VST/B50 (°С) |
| ------- | ------------ |
| PS      | 90-100       |